# BeOS
BeOS foi um sistema operacional (ou sistema operativo S.O.) multitarefa preemptivo e monousuário desenvolvido pela Be Incorporated.
O foco do desenvolvimento do BeOS desde o início foi em aplicações multimídia sendo escrito com o desempenho em mente que possibilitasse alta performance como o SMP (uso de mais de um processador quando disponível), micronúcleo, multithreading, sistema de arquivos de 64 bits e jornalado, arquitetura cliente-servidor, interface gráfica modularizada e programação orientada a objetos.
O BeOS não é baseado em UNIX, nem Windows - é um sistema único e distinto que surgiu como alternativa para produção de trabalhos que envolvem criação.

## História
O BeOS foi um projeto de Jean-Louis Gassée, um ex-executivo da Apple, que decidiu investir num sistema operacional próprio. Em 1996, a Apple precisava de um novo sistema operacional para sua linha Macintosh e dois sistemas concorreram: o BeOS e o NEXTSTEP de Steve Jobs. A Apple ficou com o NeXT e Gassée decidiu seguir com o sistema fundando sua propria companhia, a Be Incorporated.
O BeOS foi concebido em meados de 1990 para rodar em computadores proprietários, os chamados BeBox. Posteriormente, foi portado para computadores PowerPC da Apple: o objetivo era oferecer uma alternativa ainda melhor que o próprio sistema proprietário da Apple e logo depois portado para PCs x86. Em 1998 a Apple fechou a plataforma Mac impossibilitando a instalação do BeOS em seus computadores, e no PC e em PowerPCs antigos que o BeOS tentou sobreviver.
Nos anos 90, o BeOS foi visto como uma alternativa às caras estações da Silicon Graphics, mas por volta de 1999 passou a ser utilizado mesmo por usuários que buscavam alternativas ao Windows e ao Linux, ou seja, que fosse completo e executasse as operações normais de um sistema. Em 2000 passou a ser oferecido numa versão compacta e livre para cópias na Internet. Em meados de 2001, a Be foi comprada pela Palm e o sistema descontinuado. A comunidade de usuários de BeOS não se intimidou e começou um novo projeto de sistema operacional livre chamado de OpenBeOS ou Haiku.
A versão gratuita do BeOS que foi lançada pela Be em 2000, chamada de BeOS 5 Personal Edition, ainda pode ser usada segundo seus termos de licença e continua sendo atualizada por fãs que adicionam drivers e uma variedade de programas também gratuitos. Essa versão possui uma característica muito importante: não necessita de particionamento do disco rígido para ser instalada. A instalação pode ser feita dentro da partição do Windows ou do Linux, sendo que o BeOS será iniciado a partir dela.
Em 2004 a yellowTAB conseguiu o código-fonte da versão 4.51 e continuou o desenvolvimento do BeOS renomeando o sistema para Zeta. Em Julho de 2005 a versão 1.0 do Zeta foi lançada ao preço de 99 euros. Em 2007 ele foi descontinuado.
O Haiku é atualmente o projeto de manter o BeOS vivo e totalmente em software livre.

## Legado
O gravador de áudio digital Tascam SX-1 roda uma versão altamente modificada do BeOS, projetada para iniciar exclusivamente o software de interface de gravação. Os modelos RADAR 24, RADAR V e RADAR 6, gravadores profissionais de áudio com 24 faixas baseados em disco rígido da iZ Technology Corporation, foram baseados no BeOS 5. A Magicbox, fabricante de máquinas de sinalização e exibição para transmissão, utiliza o BeOS para alimentar sua linha de produtos Aavelin. O Final Scratch [en], um sistema de hardware e software para DJs controlado por discos de vinil com código de tempo de 12 polegadas, foi inicialmente desenvolvido sobre o BeOS. A versão "ProFS" foi vendida para algumas dezenas de DJs antes do lançamento da versão 1.0, que passou a rodar em uma partição virtual Linux.

### Sucessores espirituais

Árvore genealógica do BeOS e sistemas operacionais relacionados

Após o fim do BeOS, a Palm criou a PalmSource, que utilizou partes da estrutura multimídia do BeOS em seu produto fracassado Palm OS Cobalt (com a aquisição da PalmSource, os direitos do BeOS foram transferidos para a Access Co.). No entanto, a Palm recusou o pedido dos usuários do BeOS para licenciar o sistema operacional. Como resultado, alguns projetos surgiram com o objetivo de recriar o BeOS ou seus principais elementos, buscando eventualmente continuar o trabalho onde a Be Inc. havia parado.
A comunidade BeUnited, voltada ao BeOS, transformou-se em uma organização sem fins lucrativos em agosto de 2001 com o objetivo de "definir e promover especificações abertas para a entrega da plataforma de sistema operacional compatível com o BeOS baseada em padrões abertos (OSBOS)".

#### ZETA
Imediatamente após a compra da Be pela Palm, uma empresa alemã chamada yellowTAB começou a desenvolver o Zeta, baseado na base de código do BeOS R5.1, e o lançou comercialmente. Posteriormente, o sistema passou a ser distribuído pela magnussoft.
Durante o desenvolvimento do Zeta pela yellowTAB, a empresa foi alvo de críticas da comunidade BeOS por se recusar a discutir publicamente sua posição legal em relação à base de código utilizada. A Access Co. — que adquiriu a PalmSource, então detentora da propriedade intelectual do BeOS — declarou que a yellowTAB não possuía direitos para distribuir uma versão modificada do sistema. Como consequência, a magnussoft foi forçada a interromper a distribuição do Zeta em 2007.

#### Haiku (OpenBeOS)
Haiku é uma reimplementação completa de código aberto do BeOS. Originalmente chamado de OpenBeOS, teve sua primeira versão lançada em 2002 como uma atualização comunitária. Ao contrário de projetos como Cosmoe e BlueEyedOS, o Haiku é diretamente compatível com aplicativos desenvolvidos para o BeOS.
Desde seu início, o Haiku é distribuído como software livre. Em 2024, era o único clone ativo do BeOS ainda em desenvolvimento. Em setembro daquele ano, foi lançada a quinta versão beta, que manteve a compatibilidade com o BeOS 5 nas imagens de 32 bits para arquitetura x86, além de trazer melhorias como suporte ampliado a drivers modernos e aplicativos baseados em GTK.

#### Outros

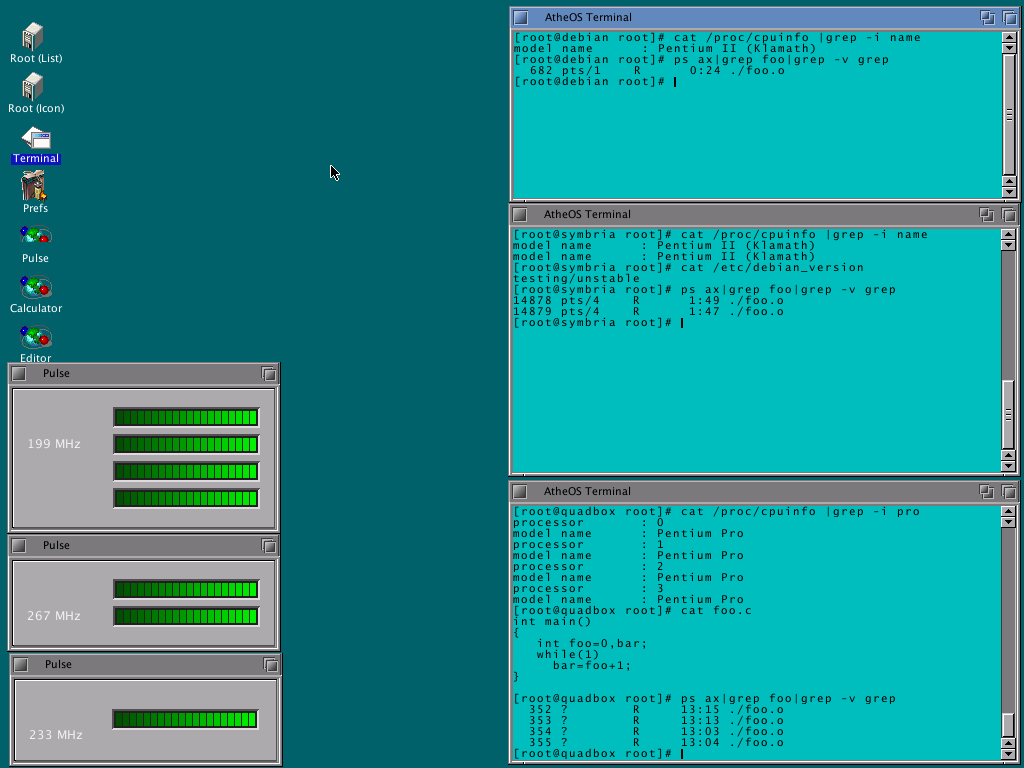
Captura de tela de uma versão inicial do Cosmoe

BlueEyedOS tentou criar um sistema sob a licença LGPL baseado no núcleo Linux e com um servidor X compatível com o BeOS. O desenvolvimento começou sob o nome BlueOS em 2001, e um CD de demonstração foi lançado em 2003.
Cosmoe, com uma interface semelhante à do BeOS, foi desenvolvido por Bill Hayden como um sistema operacional de código aberto baseado no código do AtheOS e posteriormente do OpenBeOS, mas utilizando Linux. O projeto ZevenOS foi concebido para continuar de onde o Cosmoe parou. Em meados de 2024, o Cosmoe foi ressuscitado por seu autor original após 17 anos, com uma base de código muito aprimorada e baseada no Haiku contemporâneo.
BeFree começou em 2003, sendo inicialmente desenvolvido sobre o FreeBSD e depois migrado para o Linux.